# Związek Polaków „Zgoda”
Związek Polaków „Zgoda” – organizacja polonijna powstała w 1950 roku w Republice Federalnej Niemiec.
Organizacja powstała w 1950 roku w wyniku rozłamu w Związku Polaków w Niemczech. Opowiadający się za współpracą z władzami Polskiej Rzeczypospolitej Ludowej Polacy mieli swoją pierwszą siedzibę w Hamburgu, następnie w Bochum, gdzie powstał tzw. Recklinghaus. Związek prowadził działalność kulturalno-oświatową. Przy związku działały koła Ligi Kobiet. Organem związku był „Głos Polski”.